# Раков, Виталий Александрович
Вита́лий Алекса́ндрович Ра́ков (25 октября 1909 — 10 апреля 1999, Москва) — советский инженер-железнодорожник, учёный, автор книг по истории локомотивостроения.

## Биография
Трудовую деятельность на железной дороге В. А. Раков начал в 1929 году в качестве помощника машиниста паровоза.
В 1931 году он окончил тяговый факультет Московского института инженеров транспорта.
С 1937 года работал на различных должностях в Народном комиссариате путей сообщения СССР (с 1946 года — Министерство путей сообщения СССР), где принимал активное участие в создании новых типов электровозов, разработке предложений, направленных на прекращение постройки паровозов и широкое внедрение электрической и тепловозной тяги на железных дорогах страны.
В. А. Раков — один из авторов методики тягово-энергетических испытаний электровозов, непосредственный участник испытаний первых магистральных электровозов на Сурамском перевале; один из разработчиков первого в СССР электровоза на два напряжения.
В последние годы работы уделял большое внимание вопросам высокоскоростного транспорта, являлся членом советско-американской рабочей группы по транспорту будущего.
В. А. Раков — автор свыше 60 печатных работ. По его книге «Пассажирский электровоз ЧС2» в течение долгих лет обучались машинисты и работники депо.
Похоронен на Даниловском кладбище.

## Награды и звания
- Заслуженный работник транспорта РСФСР
- Орден Трудового Красного Знамени
- Орден «Знак Почёта»
- Знак «Почётный железнодорожник»